# Sheikh Hasina
Sheikh Hasina Wazed (en bengalí: শেখ হাসিনা ওয়াজেদ Shekh Hasina Oajed; Bengala Oriental, 28 de septiembre de 1947) es una política bangladesí que se desempeñó como primera ministra de Bangladés desde junio de 1996 hasta julio de 2001 y nuevamente desde enero de 2009 hasta agosto de 2024. Con un total acumulado de 20 años, es la primera ministra que más tiempo ha ocupado dicho cargo en la historia de Bangladés. 
Durante la crisis política de 2006-2008, Hasina fue detenida por cargos de extorsión. Después de salir de la cárcel, ganó las elecciones de 2008. En 2014, fue reelegida para un tercer mandato en unas elecciones que fueron boicoteadas por el BNP y criticadas por observadores internacionales. En 2017, después de que casi un millón de rohinyás entraran en el país huyendo del genocidio en Myanmar, Hasina recibió crédito y elogios por darles refugio y asistencia. Ganó un cuarto y quinto mandato tras las elecciones de 2018 y 2024, que se vieron empañadas por la violencia y fueron ampliamente criticadas por ser fraudulentas.
Su segundo mandato (2009-2024) se caracterizó por la mala gestión económica y la corrupción desenfrenada, lo que provocó un aumento de la deuda externa, de la inflación, el desempleo juvenil y las irregularidades bancarias. Se estima que $150 mil millones de dólares fueron sacados de Bangladés por medios ilegales durante este período. En junio de 2024, estallaron protestas estudiantiles en todo el país, exigiendo la reforma de las cuotas en los empleos gubernamentales. Las protestas fueron reprimidas brutalmente por los organismos encargados de hacer cumplir la ley y las fuerzas paramilitares, lo que resultó en la masacre de estudiantes. En agosto del mismo año, las protestas se intensificaron hasta convertirse en un levantamiento masivo en toda regla contra el gobierno, que finalmente culminó con la renuncia de Hasina y su huida a la India.
Se considera ampliamente que bajo su mandato, Bangladés experimentó un retroceso democrático. Human Rights Watch documentó desapariciones forzadas generalizadas y ejecuciones extrajudiciales durante su gobierno. Numerosos políticos y periodistas fueron castigados sistemáticamente y judicialmente por cuestionar sus opiniones. En febrero de 2025, un informe del ACNUDH de la ONU concluyó que Sheikh Hasina dirigió y coordinó personalmente la represión y que hay motivos razonables para creer que el abuso generalizado y sistemático de los derechos humanos durante la represión puede constituir crímenes contra la humanidad.

## Biografía

### Primeros años
Hassina nació el 28 de septiembre de 1947, en el seno de la familia musulmana bengalí Sheikh de Tungipara, en Bengala Oriental. Es la mayor de los cinco hijos de Sheikh Mujibur Rahman, conocido por haber sido el primer presidente y fundador de Bangladés. Inició sus estudios en Dhaka en las escuelas femeninas Nari Shikkha Mandir y Eden College de Azimpur. Tras superar el examen de secundaria en 1965, pasó a un centro preuniversitario donde se destacó como representante estudiantil antes de ingresar en la Universidad de la capital, por la que se graduó en 1973 con un título de licenciatura en letras y literatura bengalí.
En 1968, con 20 años, la joven contrajo matrimonio con el científico nuclear M. A. Wajed Miah, del que tomó su apellido de casada y con el que durante unos años vivió en Alemania. La pareja tuvo a su primogénito, Sajeeb, en julio de 1971, en plena guerra de liberación nacional contra el Ejército pakistaní, la cual ella pasó en situación de arresto domiciliario mientras su padre padecía prisión en Pakistán Occidental; tras el triunfo de la causa independentista en diciembre de 1971 gracias a la intervención militar de India, el niño recibió de sus padres el sobrenombre de Joy, victoria en el idioma local. Más tarde nacería una niña, Saima.

### Carrera política
Comenzó su carrera política en las manifestaciones callejeras durante la agitada época que precedió a la guerra de independencia de Bangladés en 1971, y fue catapultada a la primera línea política tras el asesinato de su padre en 1975. Hasina se encontraba junto a su hermana Sheikh Rehana en Alemania cuando un grupo de militares asaltó la casa de Mujibur Rahman en la noche del 15 de agosto, matando a todos los familiares allí presentes. Desde 1981 ha sido presidenta del partido Liga Awami de Bangladés (LAB)

## Primer gobierno (1996-2001)
El gobierno de Hasina adoptó la Nueva Política Industrial en 1999, cuyo objetivo era reforzar el sector privado y atraer inversión extranjera directa, acelerando así el proceso de globalización. El objetivo del PNI era que el 25 por ciento de la economía se basara en la industria, con el 20 por ciento de la fuerza laboral del país empleada en la industria. Alentó la institución de industrias pequeñas, artesanales y de gran densidad de mano de obra, con la responsabilidad de desarrollar las aptitudes de las mujeres para el empleo, el desarrollo de la tecnología autóctona y las industrias basadas en materias primas locales. El PIN permitía a los inversores extranjeros poseer el 100 por ciento de las acciones de las empresas de Bangladés sin la aprobación previa del Gobierno, y todos los sectores de la economía, excepto cuatro, se abrieron al sector privado.
Se intentó crear un sistema de seguridad social para proteger a los más vulnerables de la sociedad. La administración de Hasina introdujo un plan de subsidios que dio lugar a que 400.000 personas mayores recibieran subsidios mensuales. Este plan se extendió más tarde a las viudas, a las mujeres angustiadas y abandonadas. Se fundó una fundación nacional dedicada a la rehabilitación y formación de personas con discapacidad con una subvención inicial de 100 millones de ৳ financiada por el gobierno. El Proyecto Ashrayan-1 proporcionó refugio y empleo a las personas sin hogar.
El gobierno de Hasina liberalizó la industria de las telecomunicaciones, otorgando inicialmente cuatro licencias a empresas privadas para proporcionar servicios de telefonía móvil celular. Esto dio lugar a la disolución del monopolio estatal anterior, lo que significa que los precios comenzaron a reducirse y el acceso se generalizó. El gobierno estableció la Comisión Reguladora de las Telecomunicaciones de Bangladés para regular la industria de las telecomunicaciones recientemente liberalizada.
El gobierno estableció la Política Nacional para el Adelanto de la Mujer, que buscaba garantizar la igualdad entre hombres y mujeres. La política tiene por objeto garantizar la seguridad y el empleo, crear una fuerza de trabajo educada y calificada, eliminar la discriminación y la represión contra la mujer, establecer los derechos humanos, poner fin a la pobreza y asegurar la participación en el desarrollo socioeconómico. En diciembre de 1997, el gobierno introdujo tres escaños reservados para las mujeres en todas las elecciones de la Unión Parishad. El gabinete de Hasina aprobó el Plan Nacional de Acción para la Infancia en 1999 para garantizar los derechos y mejorar la educación.
Hasina asistió a la cumbre mundial del microcrédito en Washington D. C.; la Cumbre Mundial sobre la Alimentación, celebrada en Roma; la Conferencia de la Unión Interparlamentaria de la India; la cumbre de la Organización de la Conferencia Islámica en el Pakistán; la 9.ª cumbre de la SAARC en Maldivas; la primera cumbre del D-8 en Turquía; la 5.ª Conferencia Mundial de las Personas de Edad en Alemania; la cumbre de la Commonwealth en el Reino Unido y la cumbre de la OCI en Irán. Hasina también visitó Estados Unidos, Arabia Saudita, Japón, Filipinas e Indonesia.
En las elecciones generales de 2001, a pesar de ganar el 40% del voto popular (ligeramente menos que el 41% del BNP), la AL ganó sólo 62 escaños en el parlamento como resultado del sistema electoral de mayoría relativa, mientras que la "Alianza de Cuatro Partidos" liderada por el BNP ganó 234 escaños, lo que les dio una mayoría de dos tercios en el parlamento. La propia Hasina se postuló en tres circunscripciones y fue derrotada en una circunscripción en Rangpur, que incluía la ciudad natal de su esposo, pero ganó en otros dos escaños. Hasina y la Liga Americana rechazaron los resultados, alegando que las elecciones fueron amañadas con la ayuda del presidente y el gobierno provisional. La comunidad internacional quedó en gran medida satisfecha con las elecciones, y la "Alianza Cuatripartita" pasó a formar gobierno.

## Líder de la oposición (2001-2008)

### Intentos de asesinato
Sobrevivió a varios intentos de asesinato. El peor ocurrió, cuando sobrevivió milagrosamente a un ataque de granadas en Dhaka en 2004, en la que murieron 24 personas. El partido de Sheikh Hasina venció a la alianza de cuatro partidos encabezada por el BNP en las elecciones parlamentarias del año 2008, con lo que se aseguró su cargo de primer ministro. Anteriormente, entre los años 1996 y 2001, Sheikh Hasina ya había conseguido ser primera ministra de Bangladés.

## Segundo gobierno (2009-2024)

### Segundo mandato (2009-2014)
El 6 de noviembre de 2008, Hasina regresó a Bangladés para participar en las elecciones generales de 2008, programadas para el 29 de diciembre.  Decidió participar en las elecciones parlamentarias bajo la bandera de la "Gran Alianza" con el Partido Jatiya, liderado por Hussain Muhammad Ershad, como su principal socio. El 11 de diciembre de 2008, Hasina anunció formalmente el programa electoral de su partido durante una conferencia de prensa y prometió construir un "Bangladesh digital" para 2021.
El manifiesto de la AL se titulaba "Una carta para el cambio" e incluía el compromiso del partido con la Visión 2021. El manifiesto incluía promesas de implementar medidas para reducir el aumento de precios; luchar contra la corrupción mediante el fortalecimiento del CAC independiente y la presentación de informes anuales de riqueza por parte de personas influyentes; la introducción de una política a largo plazo en materia de potencia y energía, aumentando la generación de energía a 7.000 megavatios para 2013; dar dinamismo al sector agrícola y ampliar la red de seguridad a los pobres; la creación de una buena gobernanza y la reducción del terrorismo y el extremismo religioso; el enjuiciamiento de criminales de guerra de 1971; garantizar un poder judicial independiente e imparcial; reformar el sistema electoral; el fortalecimiento de la Comisión de Derechos Humanos y la despolitización de la administración.
Su Liga Awami y la Gran Alianza (un total de 14 partidos) ganaron las elecciones generales de 2008 con una mayoría de dos tercios, habiendo obtenido 230 de los 299 escaños. Jaleda Zia, líder de la coalición liderada por el BNP (Alianza de 4 Partidos), rechazó los resultados de las elecciones acusando al Comisionado Electoral Jefe de "organizar las elecciones parlamentarias".  Hasina prestó juramento como primera ministra para un segundo mandato el 6 de enero de 2009. Los observadores independientes declararon que las elecciones se celebraron en un ambiente festivo y pacífico.
En 2012, tuvo una pelea con Muhammad Yunus, ganador del premio Nobel y fundador del Banco Grameen, a raíz de un documental noruego que criticaba la transferencia de dinero del Banco Grameen por parte de Yunus a una organización afiliada. Yunus transfirió el dinero después de que se emitiera el documental, pero aumentó el escrutinio del banco por parte del gobierno y los medios de comunicación en Bangladés. Yunus perdió el control de su banco tras un veredicto judicial. Criticó a Hasina y a otros políticos bangladesíes. Ella respondió diciendo que no entendía por qué Yunus la culpaba cuando fue un veredicto de la corte lo que lo sacó del Banco Grameen.
Durante este período, su gobierno lideró y logró formar el Tribunal de Crímenes Internacionales, para investigar y enjuiciar a los sospechosos involucrados en el Genocidio de Bangladés, cometido por el Ejército de Pakistán y sus colaboradores locales, Razakars, Al-Badr y Al-Shams durante la Guerra de Liberación de Bangladés en 1971.

### Tercer mandato (2014-2019)
Hasina se aseguró un segundo mandato consecutivo en el cargo con su gobernante Liga Awami y sus aliados de la Gran Alianza, ganando las elecciones generales de 2014 por una mayoría aplastante. Las elecciones fueron boicoteadas por los principales partidos de la oposición debido a las condiciones injustas y a la falta de una administración no partidista para llevar a cabo las elecciones. Como resultado, la Gran Alianza liderada por AL ganó 267 escaños, de los cuales 153 no fueron disputados, superando su éxito en las elecciones de 2008, cuando obtuvo 263 escaños parlamentarios. La Liga Awami de Sheikh Hasina ha gobernado Bangladés desde 2009 y ganó 288 escaños en estas elecciones. Uno de los principales partidos de la oposición lo acusó de utilizar urnas rellenas.  Las elecciones fueron boicoteadas por los principales partidos de la oposición, incluido el BNP.
El BNP quería que las elecciones se celebraran bajo un gobierno provisional neutral y esperaba utilizar las protestas para obligar al gobierno a hacerlo.
El período también vio un aumento de los ataques de extremistas islámicos en el país, incluido el atentado de Dacca de julio de 2016, que ha sido descrito como "el ataque islamista más mortífero en la historia de Bangladés" por la BBC. Según los expertos, la represión de la oposición política por parte del gobierno liderado por Hasina, así como la reducción del espacio democrático y cívico, ha creado "el espacio para que florezcan los grupos extremistas" y "ha generado una violenta reacción violenta de los grupos islamistas".
En marzo de 2017, se pusieron en servicio los dos primeros submarinos de Bangladés. En septiembre de 2017, el gobierno de Hasina concedió refugio y ayuda a alrededor de un millón de refugiados rohinyas e instó a Birmania a poner fin a la violencia contra la comunidad rohinyá. La mayoría del pueblo bangladesí apoyó la decisión del gobierno de otorgar el estatus de refugiado a los rohinyás. Hasina recibió crédito y elogios por sus acciones.
Hasina apoyó los llamamientos para retirar la Estatua de la Justicia frente a la Corte Suprema. Esto fue visto como una reverencia del gobierno a la presión de aquellos que usan la religión con fines políticos.

### Cuarto mandato (2019-2024)
Hasina ganó su tercer mandato consecutivo, el cuarto en total, cuando su Liga Awami ganó 288 de los 300 escaños parlamentarios. El líder de la principal alianza opositora, Kamal Hossain, calificó la votación de "farsa" y rechazó los resultados. Antes de las elecciones, Human Rights Watch y otras organizaciones de derechos humanos habían acusado al gobierno de crear un ambiente intimidatorio para la oposición.  El consejo editorial del New York Times describió las elecciones como un fraude y afirmaba que era probable que Hasina hubiera ganado sin fraude electoral y cuestionaba por qué lo hizo.
El BNP, el principal partido de oposición que ha estado fuera del poder durante 12 años y boicoteó las elecciones generales de 2014, le fue muy mal, obteniendo solo ocho escaños, el partido y su alianza Jatiya Oikya Front han sido marginados por la oposición más débil desde la restauración democrática de Bangladés después de Ershad en 1991. 
En mayo de 2021, Hasina pronunció el discurso inaugural de la apertura de una nueva sede de la Oficina de Correos de Bangladés, llamada Dak Bhaban. En su discurso, Hasina instó a un mayor desarrollo del servicio postal en respuesta a la pandemia de COVID-19 en Bangladés. Las medidas de desarrollo descritas en el discurso incluyen continuar con la transformación digital del servicio y la construcción de unidades de enfriamiento en almacenes postales para allanar el camino para el envío de alimentos perecederos por correo.
En enero de 2022, el gobierno aprobó una ley en el Jatiya Sangsad por la que se establecía el Plan Universal de Pensiones. Todos los ciudadanos de Bangladés, incluidos los expatriados, de entre 18 y 60 años de edad tienen derecho a recibir un estipendio mensual en el marco de este plan.
En julio de 2022, el Ministerio de Hacienda solicitó asistencia fiscal al Fondo Monetario Internacional. El gobierno citó el agotamiento de las reservas de divisas como resultado de las sanciones en respuesta a la invasión rusa de Ucrania. En noviembre de 2022 se alcanzó un acuerdo a nivel de personal técnico y, en enero de 2023, el FMI acordó suministrar un programa de apoyo por un total de US$4.700 millones, de los cuales US$3.300 millones corresponden al marco del Servicio de Crédito Ampliado y US$1.400 millones al nuevo Fondo de Resiliencia y Sostenibilidad. El FMI declaró que el paquete de apoyo "ayudará a preservar la estabilidad macroeconómica, proteger a los vulnerables y fomentar el crecimiento inclusivo y verde".
Durante la cumbre del G20 de 2023 en Nueva Deli, la primera ministra Sheikh Hasina mantuvo una reunión bilateral con el primer ministro indio, Narendra Modi, para discutir la diversificación de la cooperación entre India y Bangladés, incluidas áreas como la conectividad y los vínculos comerciales.  La acompañaba su hija Saima Wazed, candidata a las elecciones de la OMS. La cumbre también brindó una oportunidad para que Sheikh Hasina se reuniera con otros líderes mundiales y fortaleciera los lazos bilaterales de Bangladés.

### Quinto mandato y renuncia (2024)
Hasina ganó su cuarto mandato consecutivo cuando su partido, la Liga Awami, ganó 224 de los 300 escaños parlamentarios en medio de una baja participación electoral en unas elecciones boicoteadas por la principal oposición.
En mayo de 2024, Sheikh Hasina afirmó que un "país blanco" estaba conspirando para derrocar a su gobierno y afirmó que se le prometerían elecciones sin problemas en enero si permitía que un "país blanco" estableciera una base aérea en Bangladés. También alegó que había una conspiración para crear un país cristiano en las líneas de Timor Oriental y Birmania.
El 5 de agosto de 2024, tras semanas de violencia generalizada en las calles del país, dimitió de su cargo y huyó a la India.

## Libros
- ওরা টোকাই কেন? Ora ţokai kêno? (¿Porqué existen los niños de la calle?) 1987
- বাংলাদেশে স্বৈরতন্ত্রের জন্ম Bangladeshe shoirotôntrer jônmo (El nacimiento de la autocracia en Bangladés), 1993
- দারিদ্র বিমোচন, কিছু ভাবনা Daridro bimochon, kichhu bhabna (Reflexiones sobre la erradicación de la pobreza), 1993
- আমার স্বপ্ন, আমার সংগ্রাম Amar shôpno, amar shônggram (Mi visión, mi lucha), 1996
- Pueblo y democracia,1997
- আমরা জনগণের কথা বলতে এসেছি Amra jônogoner kôtha bolte eshechhi (Queremos hablar en nombre del pueblo), 1998
- বৃহৎ জনগোষ্ঠীর জন্য উন্নয়ন Brihot jônogoshţhir jonno unnôeon (Desarrollo para las grandes masas), 1999
- Desarrollo de las masas, 1999
- সামরিক তন্ত্র বনাম গণতন্ত্র Shamorik tôntro bônam gônotôntro (Regímenes militares y democracia), 1999
- আন্তর্জাতিক সম্পর্ক উন্নয়ন Antorjatik shômporko unnôeon (Mejora de las relaciones internacionales), 2001
- বিপন্ন গণতন্ত্র, লাঞ্ছিত মানবতা Bipônno gônotôntro, lanchhito manobota (ver siguiente entrada para nombre en español), 2002
- La democracia en distress, demeaned humanity, 2003
- Sohena manobotar abomanona (Contra la degradación de la humanidad), 21 de febrero de 2003
- Viviendo con lágrimas, 2004